# 大袋駅
大袋駅（おおぶくろえき）は、埼玉県越谷市大字袋山にある、東武鉄道伊勢崎線の駅である。「東武スカイツリーライン」の愛称区間に含まれている。駅番号はTS 23。

## 歴史
当駅は、1926年（大正15年）10月1日に一ノ割駅と同時に開業した駅である。駅名の由来は、開業当時の村名である大袋村から命名された。
当駅は昭和40年代に準急（現・区間急行）停車駅となるとされていたが、実現しなかった。
2011年（平成23年）7月 - 2013年（平成25年）10月にかけて、橋上駅舎化・西口新設工事に着手し、同時にエレベーター・エスカレーター・多機能トイレ新設など、駅構内バリアフリー化を図った。建設費は20億円で、越谷市が19億1,500万円、東武鉄道が8,500万円負担した。この工事に伴い、越谷市内全駅でバリアフリー化が完了した。
現在の東口と西口を連絡する地下歩道は1974年（昭和49年）に新設されたが、こちらは橋上化以降も供用されている。
- 1926年（大正15年）10月1日：開設[1]。
- 1968年（昭和43年）5月：2面4線化[4]。
- 1974年（昭和49年）9月7日：駅東西を連絡する地下歩道新設。
- 1986年（昭和61年）4月：駅舎改築、跨線橋新設[4]。
- 1994年（平成6年）8月2日：北越谷駅の高架・複々線化工事に伴い、外側2線が本線、内側2線が待避線となる。
- 1995年（平成7年）3月：ダイヤ改正に伴い、上り初電が当駅始発となる。
- 1997年（平成9年）3月25日：ダイヤ改正に伴い、上り初電が北春日部駅始発へ改められ、当駅始発電車が廃止。
- 2001年（平成13年）3月28日：北越谷駅までの高架・複々線が完工したことに伴い、2面2線化。本線が内側に戻される。
- 2011年（平成23年）12月8日：発車メロディ導入。
- 2012年（平成24年）
  - 3月17日：TS 23の駅ナンバリング導入。
  - 4月：改札口を仮設駅舎へ移設。
- 2013年（平成25年）
  - 3月16日：ダイヤ改正に伴い、日中の区間準急が廃止。日中は東京メトロ日比谷線直通列車のみ運行となり、浅草駅発着列車は朝と夜の時間帯のみの運行となった。[要出典]
  - 10月26日：仮設駅舎・跨線橋使用終了。同時に橋上駅舎使用開始、西口新設。エレベーター・エスカレーターをそれぞれ4基新設。発車標を更新・増設し、接近チャイムを導入。[要出典]

## 駅構造
相対式ホーム2面2線を有する地上駅。橋上駅舎を備える。2013年（平成25年）10月25日以前の駅舎は、1番線ホーム浅草寄りにあり、2番線ホームとは跨線橋で連絡していた。
ホームは10両編成対応である。トイレは、改札を入った右側にあったが、橋上化を機に橋上駅舎へ移された。
1968年（昭和43年） - 2001年（平成13年）までは上下それぞれに本線と待避線を備える島式ホーム2面4線の形態であり、本線は内側であった。
北越谷駅高架改築・複々線化工事に伴い、当駅構内は本線が外側となり、内側の線路内に渡り線を設置した。1994年（平成6年）8月2日の一部改正で、北越谷駅発着の列車を当駅まで回送させ、1995年（平成7年）3月28日から2年間、初電1本のみ設定されていた当駅始発の電車は北越谷 - 当駅間の回送を旅客扱いしたものである。
北越谷駅高架改築・複々線化工事が完成したのに伴い、回送列車・夜間留置は廃止され、本線は内側へ戻された。外側にあった旧1番線・旧4番線は撤去され、橋上駅舎化までは改札口と上りホームが直結されていた。旧1・4番線ホーム側には柵が設置され、線路があった場所は新たにレールと車止めが設置され、保守用機械基地線として使用されている。このため、せんげん台駅寄り本線上下線共に乗越分岐器が設置された。

### のりば
| 番線 | 路線                   | 方向 | 行先 |
| ---- | ---------------------- | ---- | --- |
| 1    | 東武スカイツリーライン | 上り | 新越谷・北千住・とうきょうスカイツリー・浅草・ 日比谷線 中目黒・ 半蔵門線 渋谷・ 東急田園都市線 中央林間方面 |
| 2    | 東武スカイツリーライン | 下り | 春日部・東武動物公園・ 伊勢崎線 久喜・ 日光線 南栗橋方面                                                     |

- 上記路線名は旅客案内上の名称（「東武スカイツリーライン」は愛称）で表記している。
- 半蔵門線・東急田園都市線方面直通列車は、準急運転時間帯の朝・深夜帯のみ当駅に停車する。

## 利用状況
2024年度（令和6年度）の1日平均乗降人員は17,909人である。1990年代ピーク時は乗降人員が2万人を越えていたが、2002年度（平成14年度）に2万人を下回った。2011年度（平成23年度）まで乗降人員は減少傾向が続いていたが、近年は微増傾向へ転じている。
近年の1日平均乗降人員の推移は以下の通り｡
| 年度               | 1日平均 乗降人員 | 出典       |
| ------------------ | ---------------- | ---------- |
| 1960年（昭和35年） | 1,690            |            |
| 1965年（昭和40年） | 5,501            |            |
| 1970年（昭和45年） | 14,921           |            |
| 1975年（昭和50年） | 21,938           |            |
| 1980年（昭和55年） | 23,085           |            |
| 1985年（昭和60年） | 23,149           |            |
| 1990年（平成02年） | 25,276           |            |
| 1998年（平成10年） | 21,593           |            |
| 1999年（平成11年） | 20,917           |            |
| 2000年（平成12年） | 20,669           |            |
| 2001年（平成13年） | 20,092           |            |
| 2002年（平成14年） | 19,506           |            |
| 2003年（平成15年） | 19,298           |            |
| 2004年（平成16年） | 19,124           |            |
| 2005年（平成17年） | 18,883           |            |
| 2006年（平成18年） | 18,711           |            |
| 2007年（平成19年） | 18,612           |            |
| 2008年（平成20年） | 18,590           |            |
| 2009年（平成21年） | 18,067           |            |
| 2010年（平成22年） | 17,769           |            |
| 2011年（平成23年） | 17,389           |            |
| 2012年（平成24年） | 17,529           |            |
| 2013年（平成25年） | 17,771           |            |
| 2014年（平成26年） | 17,684           |            |
| 2015年（平成27年） | 17,939           |            |
| 2016年（平成28年） | 18,006           |            |
| 2017年（平成29年） | 18,424           |            |
| 2018年（平成30年） | 18,591           | [ 東武 3 ] |
| 2019年（令和元年） | 18,687           | [ 東武 4 ] |
| 2020年（令和02年） | 14,763           | [ 東武 5 ] |
| 2021年（令和03年） | 15,707           | [ 東武 6 ] |
| 2022年（令和04年） | 16,809           | [ 東武 7 ] |
| 2023年（令和05年） | 17,479           | [ 東武 8 ] |
| 2024年（令和06年） | 17,909           | [ 東武 1 ] |

## 駅周辺
周辺は越谷市北部の閑静な住宅街である。当駅周辺の地名は袋山であるが、これはかつて元荒川が当駅周辺を袋のような形で囲うような流路となっていたことにちなむ。河川改修は江戸時代に行われたが、その名残として南荻島の一部地域が元荒川で分断された。
駅東側に国道4号と草加バイパス、越谷春日部バイパスが交差する下間久里交差点が近接しており、それらの道路沿いにロードサイド店舗が立ち並ぶ。駅西側は橋上化と同じ時期に駅前広場が整備され、都市計画道路大袋駅西口線を1 km程進んだ先で西大袋土地区画整理事業が進捗中である。
- 国道4号（草加バイパス）
- 越谷市北部市民会館
  - 越谷市立図書館北部図書室
- 越谷市消防署間久里分署
- 埼玉県越谷児童相談所
- 越谷市立北中学校
- 越谷市立大袋中学校
- 越谷市立桜井小学校
- 越谷市立桜井南小学校
- 越谷袋山郵便局
- 越谷大里郵便局
- 越谷警察署大袋駅前交番
- 朝日自動車本社
- 栃木銀行
- 東京東信用金庫
- 埼玉縣信用金庫
- 大袋商店街
- カスミ フードスクエア 越谷大袋店
- スーパーバリュー 越谷店
- ケーズデンキ 越谷店
- 大袋食肉卸売センターMEATMeet
- ロピア 越谷大里店
- 東埼玉自動車教習所

## 路線バス
2017年（平成29年）11月に開業、西口駅前広場へ乗り入れる。西大袋土地区画整理事業に伴い整備された地域を経由する。
大袋駅西口
- せんげん台駅西口行（朝日自動車）※平日1本のみ

## 隣の駅
東武鉄道
 東武スカイツリーライン
■急行・■区間急行
通過
■準急・■区間準急・■普通
北越谷駅 (TS 22) - 大袋駅 (TS 23) - せんげん台駅 (TS 24)